# Dědice
Dědice är en by och kommun i Tjeckien. Den är belägen i regionen Vysočina, i sydöstra delen av landet, 150 km sydost om huvudstaden Prag. Dědice ligger 478 meter över havet och antalet invånare är 126.